# Blue (альбом Джоні Мітчелл)
Blue (укр. Блакитний; понурий) — четвертий студійний альбом канадської співачки Джоні Мітчелл, що вийшов 1971 року.

## Історія створення
Після виходу своєї третьої платівки Ladies Of The Canyon 1970 року канадська співачка Джоні Мітчелл вирішила взяти річну творчу перерву. Вона залишила свого коханця Грема Неша, англійського музиканта, учасника супергурту Crosby, Stills & Nash, та вирушила на відпочинок до Європи. Мітчелл подорожувала декількома країнами, зокрема, була в Греції, Іспанії та Франції. На острові Крит вона жила в селищі хіпі, і звідти зателефонувала Нешу, повідомивши, що кидає його. На Криті вона познайомилася із Кері Радіцем, синьооким поваром з США, і написала на його честь пісню «Carey». Також на острові вона побачила музичний інструмент дульцимер, і навчилася грати на ньому. Перебуваючи в Парижі Мітчелл написала ще одну нову пісню «California».
Повернувшись влітку 1970 року до Канади, Джоні Мітчелл зійшлася з іншим відомим співаком Джеймсом Тейлором, з яким познакомилася за рік до цього. Вони почали виступати разом та стали вважатися зірковою голлівудською парою. 1971 року Мітчелл та Тейлор розпочали роботу над власними сольними альбомами, і навіть разом записали бек-вокал до пісні з нового альбому Керол Кінг. Проте романтичні стосунки не тривали довго, бо Тейлор невдовзі кинув Мітчелл. Співачка важко переносила розрив із коханим, і відобразила свої почуття в нових піснях. На відміну від попередньої платівки, що містила поп- та фолк-пісні зі складними аранжуваннями, новий альбом, що мав отримати назву Blue, був надзвичайно інтимним та прямолінійним. «У той період мого життя я не могла себе захистити. Я відчувала себе целофановою обгорткою від пачки сигарет. Я відчувала, що в мене немає абсолютно жодних таємниць від світу, і я не могла вдавати з себе сильну людину» — розказувала пізніше Мітчелл. Всі нові пісні були записано під акомпанемент гітари, фортепіано або дульцимеру, а їхні тексти були сповнені страждань та відчаю.
Платівка Blue вийшла 22 червня 1971 року. Вона була позитивно сприйнята як в США, де потрапила до 20 найкращих альбомів Billboard, так і у Великій Британії, де увійшла до трійки кращих платівок. Проте її колеги, музиканти-чоловіки, критикували Мітчелл через те, що платівка була надмірно особистою. За словами співачки, її запевняли, що ніхто не наважиться переспівати нові пісні, настільки особистими вони були. Перший сингл «Carey» описував її відносини з Кері Радіцем на Криті. Заголовна пісня «Blue» містила відсилання до героїнової залежності Джеймса Тейлора. У другому синглі «California» вона також згадує про Радіца, розповідаючи про «реднека, якого зустріла на грецькому острові». Своєю чергою, «My Old Man» та «River» були присвячені Нешу, якого вона називала «найтеплішим акордом, що я колись чула».
З плином часу Blue став вважатися прикладом для наслідування для всіх авторів-виконавців. В журналі Rolling Stone його поставили на третє місце серед 500 найкращих музичних альбомів усіх часів; це був єдиний альбом, виданий жінкою, що увійшов до десятки найкращих: «Деякі речі просто призначені для того, щоб бути. Ще один запис, який заслуговує вашої повної уваги. З кожним прослуховуванням він стає все більш особливим».

## Список пісень
| #   | Назва                         | Тривалість |
| --- | ----------------------------- | ---------- |
| 1.  | «All I Want»                  | 3:32       |
| 2.  | «My Old Man»                  | 3:33       |
| 3.  | «Little Green»                | 3:25       |
| 4.  | «Carey»                       | 3:00       |
| 5.  | «Blue»                        | 3:00       |
| 6.  | «California»                  | 3:48       |
| 7.  | «This Flight Tonight»         | 2:50       |
| 8.  | «River»                       | 4:00       |
| 9.  | «A Case Of You»               | 4:20       |
| 10. | «The Last Time I Saw Richard» | 4:13       |